# 컴퓨터 지원 제조
컴퓨터 지원 제조(영어: computer aided manufacturing; CAM, 캠)는 제품 생산을 위해 CAD에서 만들어진 형상 데이터를 입력 데이터로 가공을 위한 NC 프로그램 작성 등의 생산 준비 전반을 컴퓨터에서 하는 시스템이며, 출력 데이터는 CNC화 되는 공작 기계에 보내져 실제 가공이 행해진다. 협의에서는 CAD/CAM 설계 분야 CAD와의 대비에서 제조 분야의 일을 제조 분야에 최적화되어 있는 CAD/CAM 시스템, 텍스트 기반 자동 프로그래밍 장치 등 NC프로그램을 출력하는 시스템을 CAM이라고 부르기도 한다.

## 소프트웨어: 대형 벤더
2015년에 직접 매출을 올린 상위 20 대 CAM 소프트웨어 회사는 글로벌 매출 기준으로 분류됩니다.
- Solidcam 보관됨 2022-12-06 - 웨이백 머신
- SigmaTEK Systems, LLC: SigmaNEST
- Dassault Systèmes: CATIA[1]
- Siemens AG: NX CAM[2]
- Vero Software part of HEXAGON: AlphaCAM, EdgeCAM, Machining Strategist, PEPS, SurfCAM, VISI, WorkNC / Dental
- Autodesk Inc.: HSM (Works, Express, Inventor), PowerMill, PartMaker | FeatureCAM, ArtCAM, Fusion 360
- Geometric Ltd.: CAMWorks[3]
- OPEN MIND Technologies: hyperMill
- Tebis Technische Informationssysteme AG: Tebis
- CNC Software Inc.: MasterCAM
- 3D Systems: Cimatron, GibbsCAM
- PTC: Creo
- CGTech: VERICUT
- Missler Software: TopSolid
- SAI Software: FlexiSign
- Gravotech Group: TYPE3
- MecSoft Corporation: VisualCAM (VisualMill, VisualTURN, VisualNEST, VisualART), RhinoCAM, FreeMill
- C&G Systems: cam-tool
- SolidCAM GmbH: SolidCAM
- NTT Data Engineering Systems: Space-E (based on the Catia system)
- BobCAD-CAM Inc.: BobCAD-CAM

## 같이 보기
- 수치 제어 (NC)
- 컴퓨터 지원 설계 (CAD)
- 컴퓨터 이용 공학 (CAE)